# Sion Russell Jones
Sion Russell Jones (* 1986) je velšský zpěvák a kytarista. Narodil se v Cardiffu a na kytaru začal hrát ve svých sedmi letech. Později studoval na Cardiff School of Creative and Cultural Industries. Své první album nazvané And Suddenly vydal v září roku 2010. V dubnu 2011 vydal čtyřpísňové EP Be Excellent to Each Other. V dubnu 2013 vydal EP So Long obsahující sedm písní. V březnu 2014 vydal své druhé dlouhohrající album Lost No More. V prosinci téhož roku následovalo EP Tŷ'r Stafell obsahující písně nazpívané ve velšském jazyce. V červnu 2015 pak vydal další anglicky zpívané EP Something on My Side. Jeho otcem je televizní režisér Terry Dyddgen-Jones.

## Diskografie
- And Suddenly (2010)
- Be Excellent to Each Other (EP; 2011)
- So Long (EP; 2013)
- Lost No More (2014)
- Tŷ'r Stafell (EP; 2014)
- Something on My Side (EP; 2015)